# Dora van der Groen

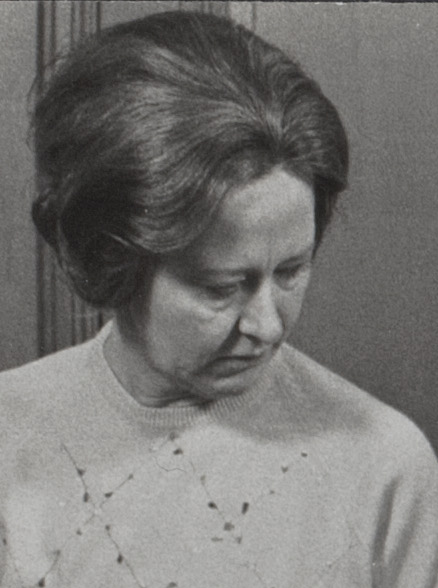
Dora can der Groen 1973 als Fine in Het Dwaallicht

Dora van der Groen (* 10. März 1927 in Antwerpen; † 8. November 2015 in Geel) war eine belgische Schauspielerin, Film- und Theaterregisseurin.

## Leben
Dora van der Groen begann ihre Karriere im Theater an der Koninklijke Nederlandse Schouwburg (KNS) in Antwerpen. Während ihrer Karriere als Schauspielerin war sie in mehr als 120 Film- und Fernsehproduktionen zu sehen. In dem Filmdrama Dokter Pulder zaait papavers, das im offiziellen Wettbewerb der Internationalen Filmfestspiele Berlin 1975 lief, spielte sie die Rolle der Mevrouw Mies. 1978 eröffnete sie eine eigene Schauspielschule. Luk Perceval und Lucas Vandervost gehören zu ihren bekanntesten Schülern. In dem 2001 erschienenen Filmdrama Pauline und Paulette des Regisseurs Lieven Debrauwer spielte sie die Rolle der geistig behinderten Pauline Declercq. Der Film konnte, neben weiteren Auszeichnungen, auf dem Cairo International Film Festival 2001 die Goldene Pyramide einsammeln und bei den Internationalen Filmfestspielen von Cannes 2001 den Preis der Ökumenischen Jury gewinnen.
Dora van der Groen war zweimal verheiratet; zuerst mit dem Regisseur und Drehbuchautor Tone Brulin und später mit dem Schauspieler und Regisseur Wies Andersen. Sie starb am 8. November 2015 im Alter von 88 Jahren in einem Wohnprojekt für Menschen mit Demenz in Geel, Flandern.

## Auszeichnungen
Dora van der Groen wurde im Jahr 2009 zum Commandeur de la Couronne des Königreichs Belgien ernannt.

## Filmografie (Auswahl)

### Schauspielerin
- 1945: Baas Ganzendonck
- 1955: Meeuwen sterven in de haven
- 1968: Monsieur Hawarden
- 1971: Das Haus unter den Bäumen (La maison sous les arbres)
- 1971: Malpertuis
- 1974: Dakota
- 1975: Das Mädchen Keetje Tippel (Katie Tippel)
- 1975: Dokter Pulder zaait papavers
- 1978: Dirk van Haveskerke – Kampf um Flandern (sechsteilige Miniserie)
- 1984: Willem van Oranje (zehnteilige Miniserie, sechs Folgen)
- 1987: Tagebuch eines alten Narren (Dagboek van een oude dwaas)
- 1988: Havinck
- 1988: L’Œuvre au noir
- 1995: Antonias Welt (Antonia)
- 1998: Blazen tot honderd
- 2000: Mariken
- 2001: Pauline und Paulette (Pauline & Paulette)
- 2003: De ordening (Fernsehfilm)

### Regisseurin
- 1977: Lanceloet van Denemarken (Fernsehfilm)
- 1980: Esmoreit (Fernsehfilm)
- 1982: Gloriant (Fernsehfilm)